# South Havra
South Havra (in norreno: Hafrey, "isola delle pecore") è un'isola disabitata delle isole Scalloway, nelle Shetland in Scozia.

## Geografia e geologia
South Havra sorge a sud di Burra e ad ovest della penisola meridionale di Mainland.
Le rocce dell'isola sono di "sienite epidiotica con scisto e gneiss non differenziato"
Il suolo è generalmente fertile, ma la mancanza di acque fluviali ha portato gli isolani a costruire un mulino a vento per macinare il grano, cosa insolita per le Shetland.
Le caratteristiche geologiche dell'isola includono caverne e archi naturali.
Little Havra si trova ad ovest di South Havra.

## Storia
Olaf Sinclair, foud (un tipo di magistrato) di tutte le Shetland, visse sull'isola nel XVI secolo.
Il mulino in rovina dell'isola è una caratteristica inusuale per le isole Shetland, anche se gli olandesi erano tra i più frequenti visitatori dell'arcipelago.
South Havra non è abitata dal maggio 1923; in precedenza, la popolazione fu tale da necessitare la costruzione di una scuola.